# Хайд, Джордж (легкоатлет)
Джордж Рональд Хайд (англ. George Ronald Hyde; 6 мая 1905, Кенсингтон — 29 мая 1975, Саншайн-Бич) — австралийский легкоатлет, выступавший в беге на средние и длинные дистанции и в беге с препятствиями. Участник летних Олимпийских игр 1928 года.

## Биография
Джордж Хайд родился 6 мая 1905 года в пригороде Кенсингтон австралийского города Мельбурн.
В 1926 и 1930 годах становился чемпионом Австралии по лёгкой атлетике в беге на 3 мили.
В 1928 году вошёл в состав сборной Австралии на летних Олимпийских играх в Амстердаме. В беге на 1500 метров занял 6-е место в полуфинале и выбыл из борьбы. В беге на 5000 метров не смог завершить полуфинальный забег. Также был заявлен в беге на 10 000 метров и в беге на 3000 метров с препятствиями, но не вышел на старт.
Умер в 1974 году в австралийском городе Саншайн-Бич.

## Личные рекорды
- Бег на 1 милю — 4.22,4 (1926)[7]
- Бег на 3 мили — 14.42,4 (1926)[7]